# Thimo Willems
Pour les articles homonymes, voir Willems.
Thimo Willems, né le 9 février 1996 à Jette, est un coureur cycliste belge.

## Biographie
En 2013, Thimo Willems se classe deuxième du Keizer der Juniores (moins de 19 ans). L'année suivante, il s'impose sur une étape des Trois Jours d'Axel. Il court ensuite au sein des clubs BCV Works-Soenens, Prorace et EFC-L&R-Vulsteke chez les espoirs (moins de 23 ans). 
Lors de la saison 2018, il se distingue chez les amateurs en obtenant trois victoires et diverses places d'honneur, notamment dans des interclubs belges. Sur le circuit de l'UCI, il termine deuxième du Grand Prix des Marbriers. Il passe ensuite professionnel en 2019 au sein de la formation Sport Vlaanderen-Baloise. Sous ses nouvelles couleurs, il s'adjuge le classement de la montagne au Tour de Turquie, après plusieurs échappées.
Son année 2020 est gâché par une chute lors de l'Étoile de Bessèges, où il se fracture la clavicule. Le 5 juin 2022, lors de la Brussels Cycling Classic, il fait partie d'un groupe d'échappés du début de la course qui résiste au retour du peloton. Il est dépassé par Taco van der Hoorn quelques mètres avant la ligne d'arrivée et termine deuxième.

## Palmarès
- 2013
  - 2e du Keizer der Juniores
- 2014
  - 3e étape des Trois Jours d'Axel
- 2016
  - 3e du Mémorial Gilbert Letêcheur
- 2017
  - Mémorial Danny Jonckheere
  - 2e du championnat du Brabant flamand sur route espoirs
- 2018
  - Champion du Brabant flamand sur route espoirs
  - Mémorial Danny Jonckheere
  - 1re étape du Tour de Moselle
  - 2e du Grand Prix des Marbriers
  - 2e du Tour de Moselle
  - 3e du Handzame Challenge
- 2019
  - 3e de l'Internationale Wielertrofee Jong Maar Moedig
- 2022
  - Grand Prix Vermarc
  - 2e de la Brussels Cycling Classic
  - 3e du Grand Prix Criquielion
- 2023
  - Midden-Brabant Poort Omloop
- 2025
  - Mosselkoers

## Classements mondiaux
| Année                                 | 2018  | 2019  | 2020  | 2021 | 2022 | 2023 | 2024  |
| ------------------------------------- | ----- | ----- | ----- | ---- | ---- | ---- | ----- |
| Classement mondial                    | 1568e | 1295e | 1583e | 710e | 382e | 862e | 1154e |
| UCI Europe Tour                       | 1001e | 894e  | 1177e | 556e | 308e | nc   | nc    |
|                                       |       |       |       |      |      |      |       |
| Légende : nc = non classéSource : UCI |       |       |       |      |      |      |       |